# Det nya Atlantis

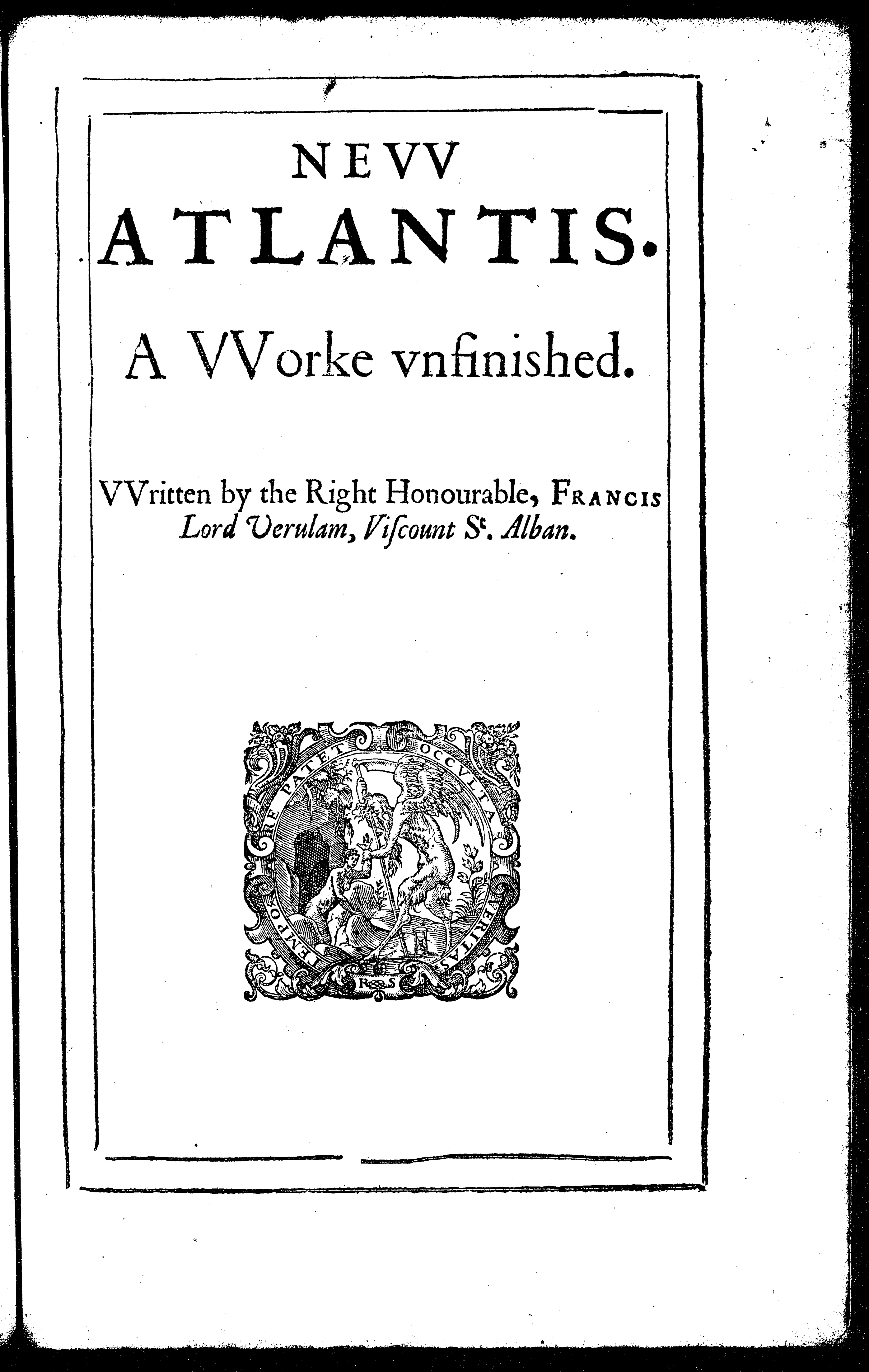
Titelsidan av New Atlantis, 2. uppl. (1628)

Det nya Atlantis (originaltitel: New Atlantis) är en utopisk roman skriven av den engelske filosofen och statsmannen Francis Bacon (1561-1626). Den utkom postumt 1626. I boken berättas om ett tänkt idealsamhälle präglat av tolerant kristendom och vetenskap. Den första svenska utgåvan kom 1979, en översättning gjord av Olof Hägerstrand.

## Bakgrund
Francis Bacon gav 1605 ut skriften The advancement of learning. Där lade han fram en vetenskapsfilosofi byggd på observation av naturen och på experiment. Han motsatte sig skolastikens dogmatism och förordade forskning som kunde vara till nytta för människan. I sina senare arbeten Novum organum scientiarum (1620) och De dignitate et augmentis scientiarum (1623) utvecklade han tankarna och blev därmed en av dem som lade grunden för den nya empiriska naturvetenskapen. Denna vetenskapssyn genomsyrar det utopiska samhället i New Atlantis (1626).
När Francis Bacon skrev Det nya Atlantis var han influerad av Platons dialoger Timaios och Kritias och deras beskrivning av landet Atlantis. Hos Platon gick landet under vid en jordbävning. I Bacons skrift identifieras Atlantis med Nord- och Sydamerika. Den rika civilisation som hade funnits där gick under när hela Atlantis drabbades av översvämningar och endast ett fåtal människor överlevde. En annan förebild för Bacon var Thomas Mores Utopia. Både Platons Atlantis och Mores Utopia åberopas indirekt i Det nya Atlantis. Bacon kan eventuellt också ha influerats av Tommaso Campanellas Solstaten som skrevs 1602, men det är inte belagt att han faktiskt läste Campanellas utopiska roman. Det finns i vart fall påtagliga likheter mellan böckerna även om det också finns viktiga skillnader.

## Ramberättelse
Ett europeiskt skepp på väg från Peru till Kina och Japan drivs ur kurs av stormar. Efter lång tid till havs, när förnödenheterna sinar och allt fler av manskapet insjuknar, siktar man äntligen land, en stor ö i en okänd del av Stilla havet. Man ankrar på redden utanför en stad och erbjuds av företrädare för samhället att komma i land. Besättningen blir inkvarterad i ”Främlingarnas hus” och de sjuka ges läkemedel så att de tillfrisknar. Genom samtal med ledande personer förstår de att de kommit till ett idealsamhälle. De som så önskar erbjuds att stanna på ön och de andra hjälp att fortsätta resan.
Berättelsen slutar abrupt. Det är osäkert om Bacon ansåg boken avslutad eller avsåg att komplettera den senare.

## Bensalem
Besättningen får veta att de kommit till ön Bensalem. Namnet kommer från hebreiskans ben = ”son” och salem = ”fred”, alltså ungefär ”fridens son”. För nittonhundra år sedan styrdes landet  av den vise kung Solamona (jämför med den vise kung Salomo i Bibeln). Landet blomstrade och deltog i den livliga världshandel som då pågick. För att undvika skadligt inflytande från andra länder valde Solamona emellertid att isolera Bensalem även om man i hemlighet fortsatte att besöka omvärlden och få kännedom om länderna och deras språk. Med tiden avtog världshandeln liksom navigationskunskaperna och världen glömde bort Bensalem.
Cirka år femtio e.Kr. kristnades Bensalem. En ”ljuspelare” syntes över vattnet och man fann där en kista av cederträ som innehöll Bibeln med alla dess böcker, också de som ännu inte var skrivna, samt ett brev från aposteln Bartolomeus. Sedan dess var den kristna läran grunden för livet i Bensalem. 
Bensalem är en monarki, men i övrigt får läsaren inte veta så mycket om hur landet styrs. Det framgår dock att styresmännen i ”Salomos hus” (se nedan) har stort inflytande. Likaså betonas släktens och familjefädernas starka roll. Det nämns att olika släkter har olika rang.

## Salomos hus
Det mest remarkabla i Bacons utopi är den forskningsinstitution som går under namnet ”Salomos hus”. Det ”är ägnat studiet av Guds verk och skapelser”. Syftet är att nå kunskap ”om tingens orsaker och hemliga rörelseförmåga och utvidgandet av människoherraväldets gränser för utförandet av alla de ting som är möjliga”. Beskrivningen av denna stiftelse upptar en stor del av boken och är mycket detaljerad. På Bensalem finns laboratorier med till synes obegränsade resurser, botaniska trädgårdar, museer etc. Det finns forskare som gör experiment, teoretiker som tolkar resultaten och andra som söker efter praktiska tillämpningar. Bacon gestaltar här i skönlitterär form den vetenskapsfilosofi han lagt fram i sina tidigare skrifter.